# 町田富男
町田 富男（まちだ とみお、1923年 - ）は、日本の歴史小説作家、翻訳家。東京都中央区日本橋生まれ、深川育ち。

## 略歴
旋盤工、映画制作プロダクション、テレビ番組の構成、雑誌ライターなどさまざまな職に就く。
1993年（平成5年）、鄭飛石による小説版『三国志』の翻訳でデビューし、作家活動に入る。また、江戸時代の史書『徳川実紀』については仕事の傍らで研究を行っており、その成果は同書を基に独自の解釈で小説化した「真説・徳川実紀」シリーズで結実している。1999年（平成11年）、同シリーズ第1弾の『徳川三代の修羅』で歴史小説家としてデビューし、まえがきにおいて「状況証拠による再審は小説の分野である」と宣言し、虚実について検証を行っている。

## 作品リスト
※ 単行本の刊行順に記す。

### 小説作品
- 徳川三代の修羅（1999年12月、光文社、光文社文庫） ISBN 4-334-72931-2
- 町奴奔る 真説・徳川実紀（2002年1月、光文社文庫） ISBN 4-334-73270-4
- 花のお江戸は闇となる 真説・徳川実紀（2004年7月、光文社文庫） ISBN 4-334-73722-6

### 翻訳作品
- 小説三国志（原作：鄭飛石、1993年3-5月、光文社（上中下3分冊）、2000年2-4月、光文社文庫） ISBN 4-334-76115-1（上）、ISBN 4-334-76116-X（中）、ISBN 4-334-76118-6（下）
- 小説秦の始皇帝（原作：鄭飛石、1995年4月、光文社）
- 小説項羽と劉邦（原作：鄭飛石、1997年4月、光文社（上下2分冊））